# Ligne 12 du tramway de Genève
Pour les articles homonymes, voir Ligne 12.
La ligne 12 du tramway de Genève est exploitée par les Transports publics genevois (TPG). Elle a été mise en service en 1862 et c'est la plus ancienne ligne de tramway d'Europe encore en activité.
Ouverte entre la Place Neuve et le Rondeau de Carouge pour son plus ancien tronçon, elle est prolongée plusieurs fois dans les années qui suivent pour atteindre la frontière en 1882 puis dessert la France jusqu'en 1958. Unique survivante de l'ancien réseau démantelé après la seconde Guerre mondiale, elle est progressivement prolongée depuis Carouge jusqu'aux Palettes à partir des années 1990. À la suite des travaux de reconstruction du terminus des Palettes ayant provoqué la suppression de la boucle de retournement en 2021, la ligne relie la station Lancy-Bachet, gare située au sud de la commune de Lancy à la station Thônex, Moillesulaz à l'est de Thônex, à la frontière avec la France, en desservant Genève et quelques communes du canton. Le parcours demande près de 37 minutes et dessert vingt-cinq arrêts sur neuf kilomètres.
Longtemps annoncée comme prolongée à Annemasse (France) en 2019, cette extension sera finalement réalisée d'un point de vue commercial par une remise en service de la ligne 17 du tramway de Genève.

## Histoire
La ligne de tramway no 12 est la plus ancienne ligne de tramway d'Europe, aussi bien terme de date de mise en service que de ligne encore en activité,.

### De la traction hippomobile à la traction électrique

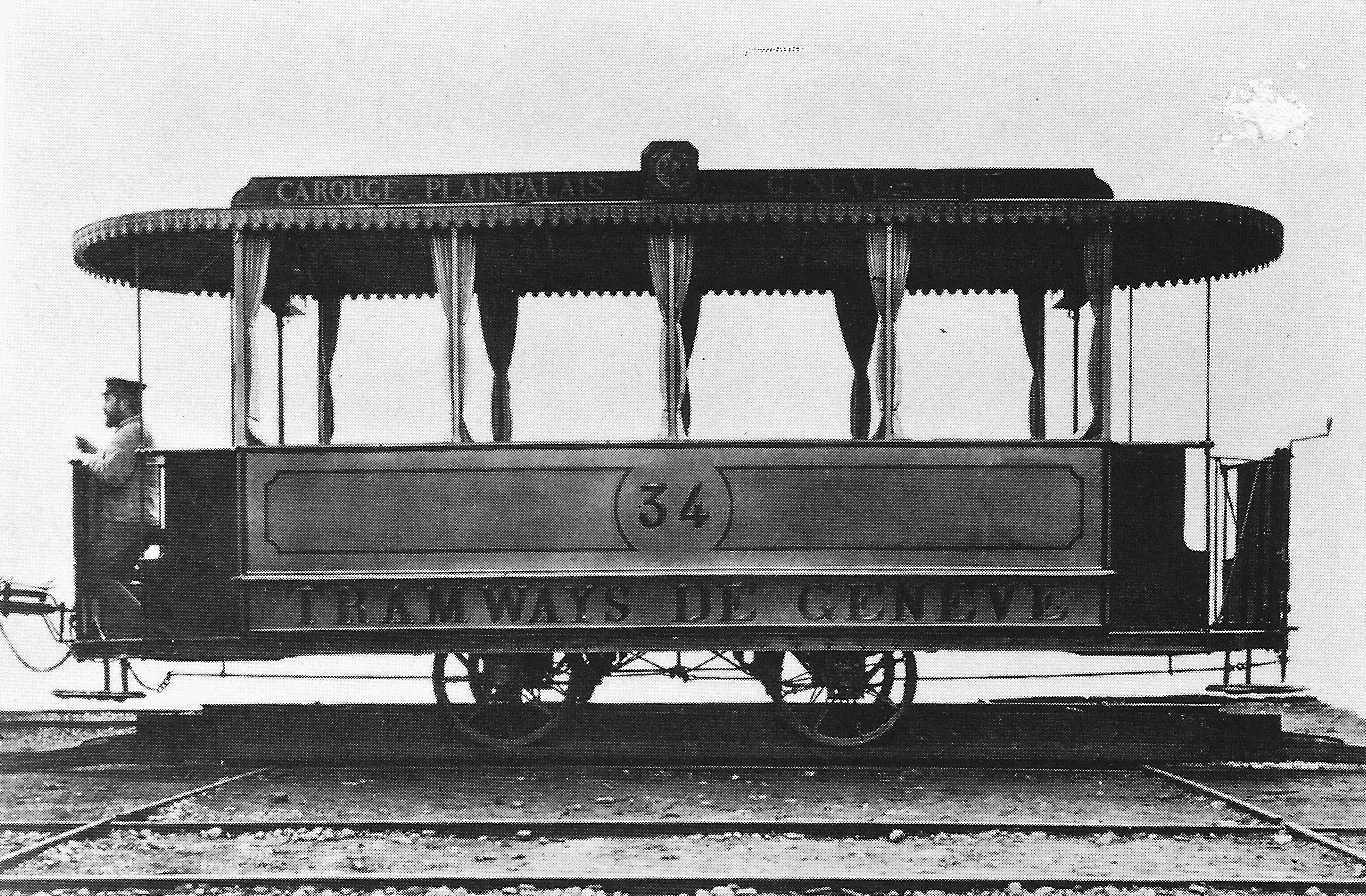
Tramway hippomobile.

Elle a été ouverte le 19 juin 1862 entre la Place Neuve et le Rondeau de Carouge (2,5 km), par la Société des Tramways de Genève à Carouge,. Cette ligne est issue de la concession, provisoire et soumise à condition de rentabilité pour être pérennisée attribuée à Messieurs Charles Burn & Co le 23 octobre 1861.
Le 12 septembre 1864, le tronçon Rive - Temple de Chêne-Bougeries (2,8 km) est mis en service par la Société du Tramway de Genève à Chêne, dans le cadre de la concession attribuée à Edmund Sharpe, le 1er juillet 1863.
Ces deux lignes sont reprises en 1865 par la Société anonyme des Tramways de Genève qui se rescinde en deux, la Société des Tramways de Genève à Carouge et la Société du Tramway de Genève à Chêne, avant d'être incorporées au sein de la Compagnie des tramways de Genève (TG) le 1er mars 1876, qui relie les deux lignes existantes le 1er août 1876 grâce à l'ouverture du tronçon Rive - Place Neuve. La ligne relie alors Carouge à Chêne-Bougeries. En 1876 toujours, le service est augmenté à 7 minutes 30 sur l'axe Carouge – Terrassière. La compagnie devient la Compagnie générale des tramways suisses le 20 novembre suivant.
À l'époque, c'est une ligne de tramway hippomobile, à voie à écartement normal soit 1 435 mm. Appelé « Chemin de fer américain », car inventé trente ans plus tôt aux États-Unis, le tramway tracté par des chevaux est la solution trouvée pour pallier l'augmentation constante de l'utilisation des transports publics à Genève.
Dès 1881, la Compagnie générale des tramways suisses introduit les trams à vapeur entre Carouge et Chêne-Bourg. L'année suivante, soit en 1882, la ligne est prolongée jusqu'à la douane de Moillesulaz le 2 juillet, puis en France jusqu'à Annemasse le 23 octobre 1883 et jusqu'au train à crémaillère du Salève, à Etrembières, le 14 août 1892.
Après la découverte de l'électricité, la traction électrique est reconnue bien plus avantageuse que les tractions à vapeur et hippomobiles. L'année 1885 voit les travaux d'électrification s'étendre à la ligne 12 sur le trajet Carouge – Moillesulaz, dont les travaux s'achèvent le 1er mai 1896. La section de Moillesulaz à Etrembières via Annemasse demeure exploitée en traction à vapeur et celle de la place du Molard à la gare Cornavin en traction hippomobile, en raison de  la traversée du Pont du Mont-Blanc, jugé pas assez solide pour accueillir les rames électriques.
À la fin du XIXe siècle, Genève possède un réseau important de tramways avec trois modes de traction (électrique, à vapeur et hippomobile pour certains services). Il existe à cette époque deux entreprises de transport en commun : la Compagnie générale des tramways suisses (TS) et la Société genevoise des chemins de fer à voie étroite (VE).

### Reprise par la CGTE et déclin

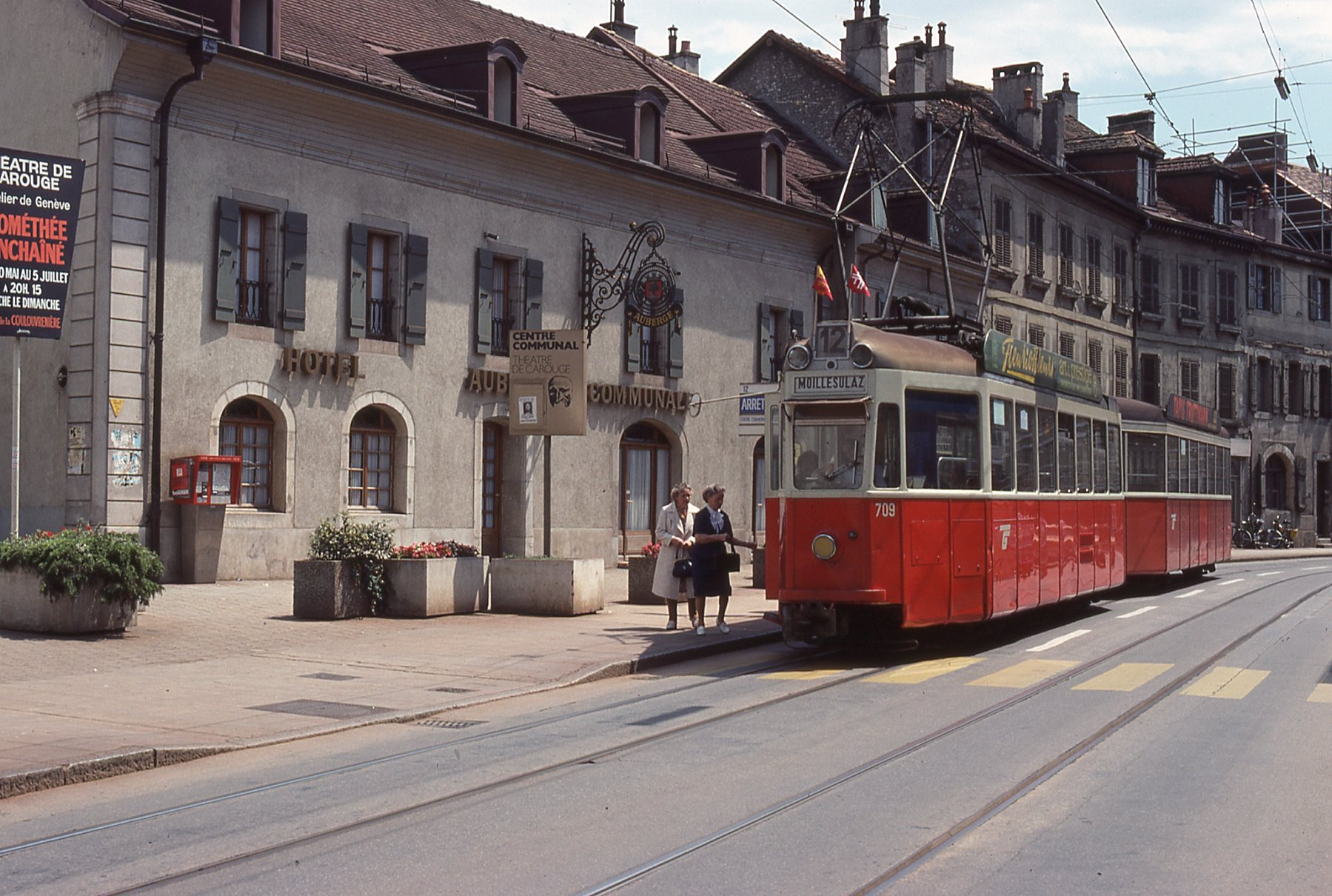
Convoi normalisé en 1978.

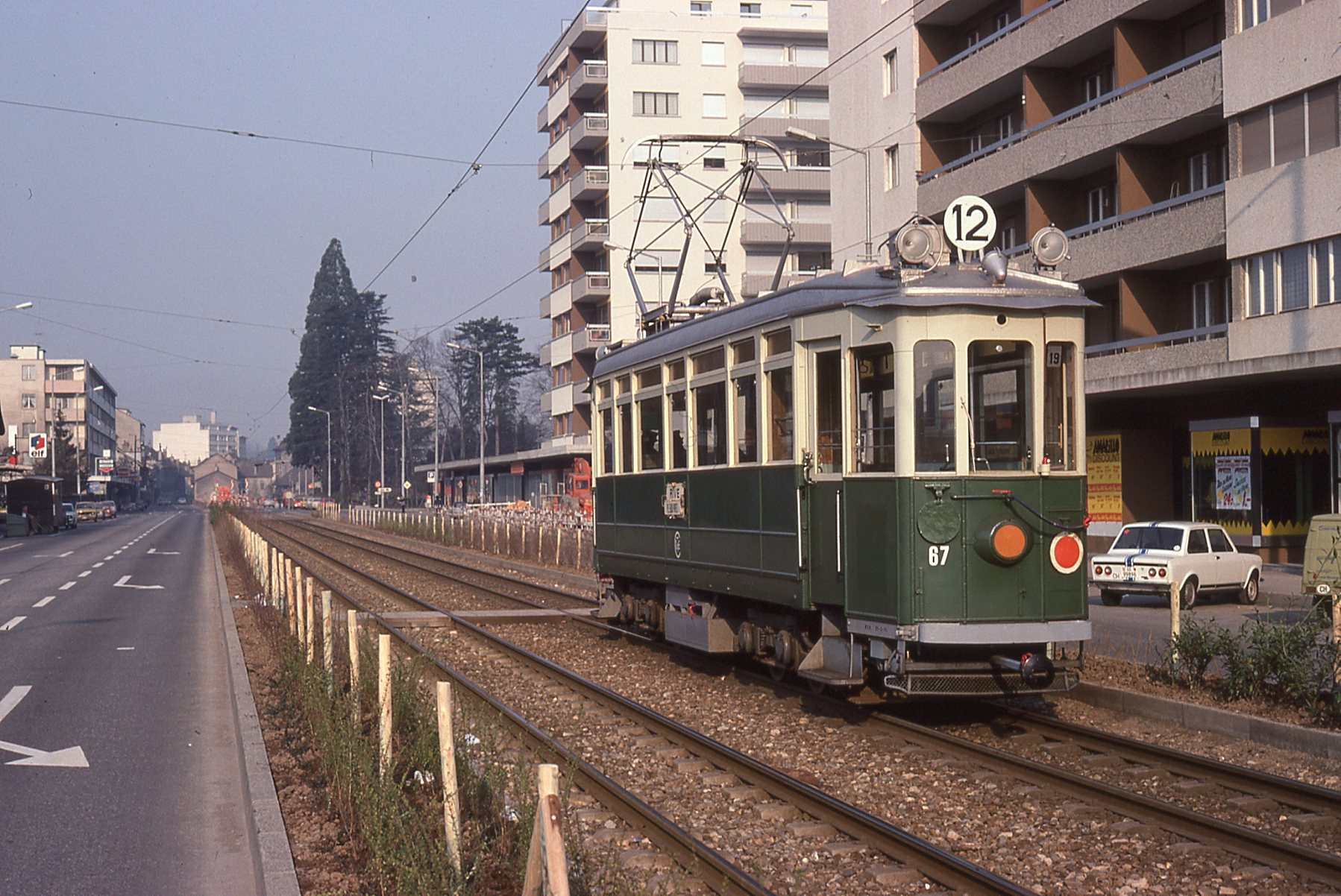
Be 4/4 no 67 en 1979.

Le 11 août 1899  se constitue, dans le but de réorganiser et de développer le réseau des transports publics, la Compagnie genevoise des tramways électriques (CGTE). La première vague de modernisation du réseau peut alors commencer avec la mise à voie métrique de l'ancien réseau de la TS, l'électrification des lignes existantes de la VE et l'acquisition d'un nouveau matériel roulant, ce qui affectera la ligne 12 sur le tronçon qui est mise en voie métrique entre Carouge et Etrembières le 21 janvier 1902. Le 14 septembre 1907, la ligne est prolongée de Carouge à Croix-de-Rozon.
Le 2 février 1925 la ligne se dote d'une branche vers Saint-Julien-en-Genevois par fusion avec la ligne 13 puis le 15 mai 1930 elle absorbe la ligne de la société du chemin de fer Genève - Veyrier (GV) vers Collonges-sous-Salève, marquant l'apogée de la ligne qui s'étend d'Annemasse à Collonges-sous-Salève,.
À partir du milieu du XXe siècle, le tramway à Genève est en déclin par rapport aux modes de transports individuels, c'est-à-dire l'automobile. En septembre 1939 le tronçon Annemasse-Étrembières disparaît et le tronçon Moillesulaz – Annemasse nécessite un transbordement à la douane.
Tandis que le déclin du réseau se poursuit, trois boucles de retournement sont mises en service en 1951 : Moillesulaz (26 avril), Carouge-Rondeau (8 septembre) et la boucle de la gare de Chêne-Bourg (18 septembre). Les fermetures se poursuivent ensuite, le 5 octobre 1952 le tronçon Carouge-Croix-de-Rozon est remplacé par une ligne d'autobus (la H) et enfin le 31 octobre 1958 par la fermeture du dernier tronçon français, vers Annemasse, la ligne est réduite au trajet Carouge-Moillesulaz. En 1969, puis le 15 novembre 1970 sont mises en service, successivement, les boucles de la gare des Eaux-Vives puis de la place des Augustins. 1969 est aussi l'année où la ligne 12 devient l'unique survivante du réseau, aidée en cela par son trajet et sa forte charge.

### Le renouveau

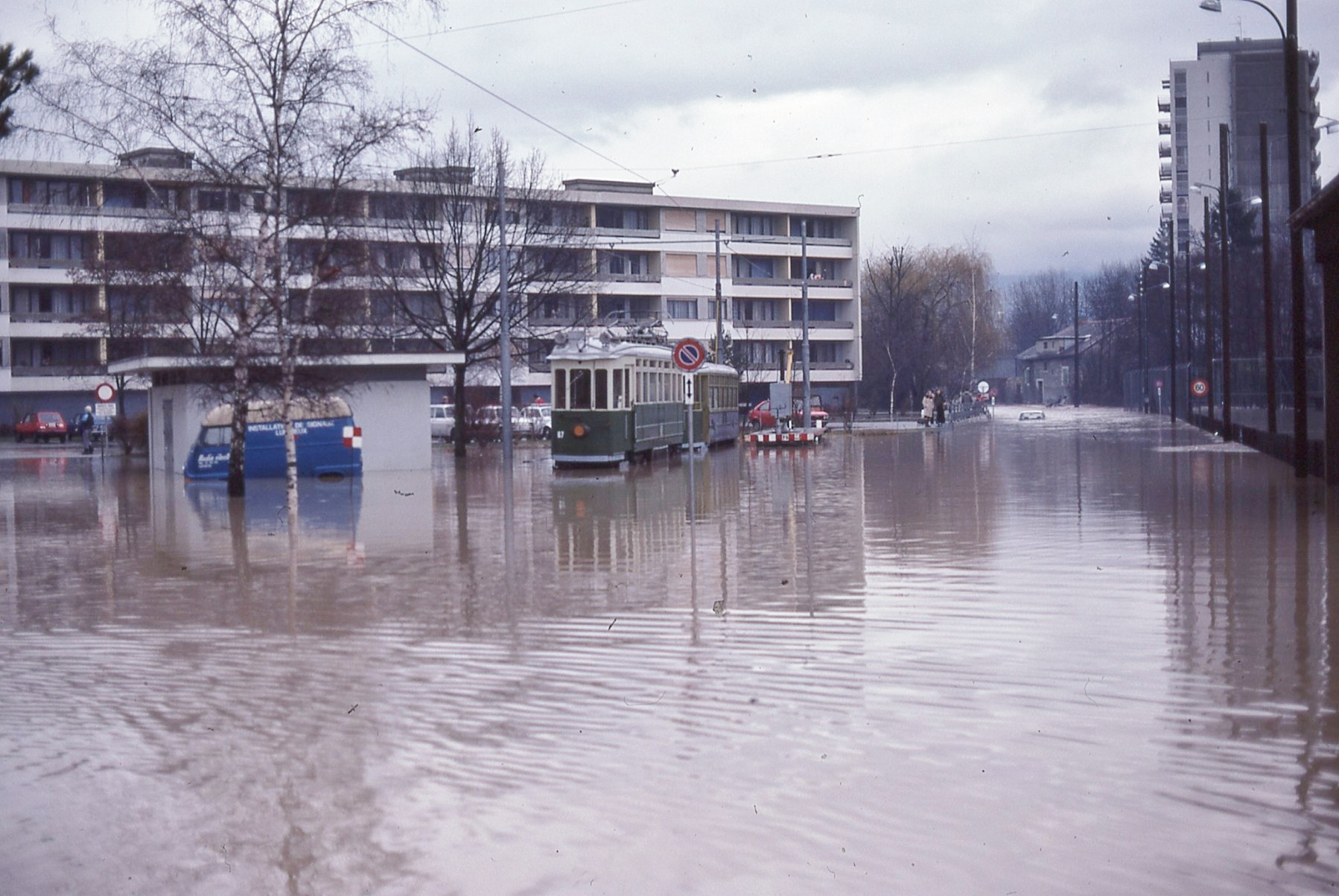
Le convoi de l'AGMT garée sur une voie de garage à Moillesulaz subit la crue du Foron le 28 janvier 1979.

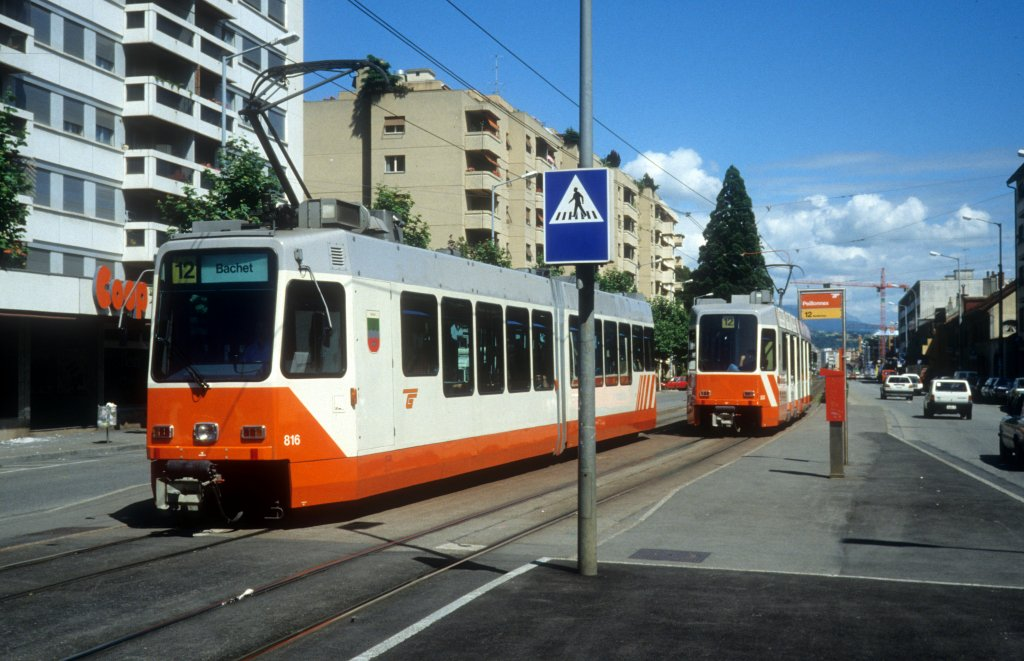
Les rames 816 et 830 rue de Genève en 1990.

Dans les années 1970, Genève est de plus en plus engorgée à cause du trafic automobile et la question des transports publics est posée. Le 1er janvier 1977, les Transports publics genevois (TPG) remplacent la Compagnie genevoise des tramways électriques. Cette période voit la modernisation de l'infrastructure : entre 1976 et 1977 les rues de Genève et du Conseil-Général sont mises en double voie et en site propre, et le 4 avril 1978 une boucle de service voit le jour rue de Saussure.
En janvier 1979, le Foron déborde et inonde les alentours, dont le terminus de Moillesulaz, où était garé sur une voie de garage de 1975 (faute de place au dépôt de La Jonction) à 1988 (date d'entrée au nouveau dépôt du Bachet-de-Pesay) le convoi composé de la motrice no 67 et de la remorque no 303 préservés par l'association genevoise du musée des tramways (AGMT). Deux années de travaux et le remplacement complet des moteurs et du compresseur furent nécessaire pour réparer les dégâts.
La modernisation se poursuit dans les années 1980 avec la reconstruction de la boucle de Moillesulaz en 1986 puis la ligne est prolongée pour la première fois depuis plus de 30 ans le 26 septembre 1987 avec le prolongement au Bachet-de-Pesay, l'ancien matériel normalisé hérité de la CGTE est progressivement remplacé jusqu'en 1989 par les rames articulées et surbaissées Vevey-Düwag. Les années 1990 sont celles du retour du tramway, validé par la votation de 1988, qui devient une alternative intéressante face à la voiture. Le dernier tronçon à voie unique, à Chêne-Bourg, est repris en double voie en avril 2004.
La ligne est prolongée du Bachet-de-Pesay jusqu'aux Palettes le 14 décembre 2008, offrant une correspondance avec la ligne 15. Le 11 décembre 2011, des terminus partiels sont créés : la gare de Chêne-Bourg (supprimé à la fermeture de cette dernière pour les travaux du CEVA), Augustins (inutilisé par la suite) et Carouge-Rondeau (une rame sur deux jusqu'en 2018).
Le 11 décembre 2016, l'arrêt Chêne-Bougeries est définitivement supprimé en raison de travaux qui sont prévus sur la route de Chêne à l'été 2017 afin de renouveler la voie et de sécuriser le « goulet de Chêne », un secteur accidentogène. Cette décision est contestée car cette suppression provoque la perte de la correspondance avec le bus 34 et à une interstation entre Grange-Falquet et Place Favre trop importante (600 mètres).
Toujours fin 2016, la boucle de la gare de Chêne-Bourg est modifiée et est transformée en un simple tiroir de rebroussement, la boucle permettant aux rames unidirectionnelles de l'utiliser étant supprimée. Début 2017, c'est la boucle de la gare de Genève-Eaux-Vives qui est supprimée afin de permettre la reconstruction de la gare ; la boucle actuelle laissera place à une nouvelle passant par la rue de Savoie.
Il était envisagé pour l'extension du tramway genevois à Annemasse plusieurs hypothèses : soit un tram 12 sur trois franchirait la frontière, soit un tram toutes les huit minutes, soit ce tronçon serait exploité à l'aide d'une ligne spécifique, qui pouvait être la renaissance de la ligne 17, avec un second terminus dont l'une des hypothèses serait le CERN,. Une autre hypothèse avancée concernant un retour de la ligne 17 était un renfort de la ligne 12 sur sa partie suisse.
Finalement, l'hypothèse de la desserte d'Annemasse par une nouvelle ligne 17 est retenue, avec un tracé entre la gare de Lancy-Pont-Rouge et Annemasse-Parc Montessuit,, qui est mise en service le 15 décembre 2019.
Le 9 avril 2018, les services partiels en terminus à Carouge-Rondeau sont prolongés jusqu'au Bachet-de-Pesay, site de la future gare de Lancy-Bachet du CEVA, afin d'améliorer les correspondances avec les lignes de bus du sud du canton.
Entre mai et octobre 2019, la ligne est modifiée et déplacée sur 370 m au niveau de la gare de Genève-Eaux-Vives afin de réaliser une nouvelle station au plus près de la nouvelle gare ferroviaire ; en revanche, la construction de la nouvelle boucle par la rue de Savoie reste bloquée par les recours des riverains. L'été 2019 verra aussi la reprise complète sur 180 m du « goulet de Chêne » de la voirie (rue et voies de tramway) en juillet et août 2019 ce qui nécessitera l'interruption complète du trafic sur le secteur.
À partir du 4 juillet 2021, le terminus de la ligne est ramené des Palettes à la gare de Lancy-Bachet en raison des travaux de reconstruction de la première station dans le cadre du prolongement de la ligne 15 à la ZIPLO ; la nouvelle organisation du terminus, sans boucle de retournement le rend inapte aux rames monodirectionnelles DAV et entérine de facto la limitation de la ligne au Bachet et la reprise du tronçon par la ligne 18 à l'issue des travaux de reconstruction.

## Tracé et stations
La ligne est longue de 9,121 km. La ligne alterne tronçons totalement ou partiellement en site propre (sur la route de Saint-Julien : dans la circulation générale vers Lancy-Bachet, en site propre engazonné dans l'autre sens) et tronçons mélangés avec la circulation générale (entre le Rondeau et la rue du Pont-Neuf, pont de Carouge, rues de la Corraterie, de la Confédération, de la Croix-d'Or, de Rive et de Chêne-Bougeries).
La ligne dessert de nombreux équipements ou lieux importants au départ de Lancy, la ligne traverse ensuite Carouge (Collège Madame de Staël, théâtre, musée, mairie), Genève (Parc des Bastions, Place Neuve, Église du Sacré-Cœur, Conservatoire de musique, Musée Rath, Temple de la Fusterie, l'Immeuble Clarté, l'École internationale de Genève La Grande), Chêne-Bougeries, Chêne-Bourg (Centre-ville) pour finir à Thônex.

### Tracé
La ligne naît, route de Saint-Julien à Lancy au terminus du Lancy-Bachet, gare, où se situe le dépôt éponyme et siège social des TPG à partir duquel elle est en tronc commun avec la ligne 18, puis entre dans Carouge, passe par la place du Rondeau puis traverse la commune par la rue Ancienne puis la rue Saint-Victor. Elle emprunte ensuite la rue du Pont-Neuf puis franchit l'Arve par le pont de Carouge qui lui permet d'entrer dans Genève. La ligne emprunte la rue de Carouge puis après le rond-point de Plainpalais, station à partir de laquelle elle est aussi en tronc commun avec la ligne 17, sur la rue du Conseil-Général qui lui permet de rejoindre la place Neuve, dernière station commune avec les lignes 17 et 18. La ligne continue rue de la Corraterie puis juste avant la place Bel-Air elle bifurque à droite avec la ligne 17, tandis que la 18 continue tout droit pour rejoindre la ligne 14, rue de la Confédération, prolongée par les rues de la Croix-d'Or puis de Rive, le cours de Rive puis la rue de la Terrassière lui permettant de rejoindre la route de Chêne en desservant la gare de Genève-Eaux-Vives. La ligne traverse les communes de Chêne-Bougeries puis de Chêne-Bourg, où la route devient la rue de Genève, puis entre dans Thônex où elle effectue son terminus à la douane de Moillesulaz, à la frontière avec la France, tandis que la ligne 17 continue côté français.

### Liste des stations
La liste ci-dessous présente les stations et zones tarifaires selon la situation en vigueur au 15 décembre 2024.
|  |   |  | Station                         | Coordonnées                 | Zone | Communes        | Correspondances                                                    |
|  | - |  | ------------------------------- | --------------------------- | ---- | --------------- | ------------------------------------------------------------------ |
|  | ■ |  | Lancy-Bachet, gare              | 46° 10′ 26″ N, 6° 07′ 46″ E | 10   | Lancy           | CFF • Léman Express • Tramway • Bus • Cars Région Haute-Savoie 272 |
|  | • |  | Grand-Lancy, De-Staël           | 46° 10′ 34″ N, 6° 07′ 57″ E | 10   | Lancy           | Tramway                                                            |
|  | • |  | Carouge, Rondeau                | 46° 10′ 47″ N, 6° 08′ 19″ E | 10   | Carouge         | Tramway • Bus                                                      |
|  | • |  | Carouge, Ancienne               | 46° 10′ 54″ N, 6° 08′ 27″ E | 10   | Carouge         | Tramway                                                            |
|  | • |  | Carouge, Marché                 | 46° 11′ 03″ N, 6° 08′ 26″ E | 10   | Carouge         | Tramway • Bus                                                      |
|  | • |  | Carouge, Armes                  | 46° 11′ 12″ N, 6° 08′ 25″ E | 10   | Carouge         | Tramway • Bus                                                      |
|  | • |  | Genève, Blanche                 | 46° 11′ 20″ N, 6° 08′ 35″ E | 10   | Genève          | Tramway                                                            |
|  | • |  | Genève, Augustins               | 46° 11′ 29″ N, 6° 08′ 38″ E | 10   | Genève          | Tramway • Bus                                                      |
|  | • |  | Genève, Pont-d'Arve             | 46° 11′ 42″ N, 6° 08′ 36″ E | 10   | Genève          | Tramway • Bus                                                      |
|  | • |  | Genève, Plainpalais             | 46° 11′ 52″ N, 6° 08′ 35″ E | 10   | Genève          | Tramway • Bus                                                      |
|  | • |  | Genève, Place de Neuve          | 46° 12′ 03″ N, 6° 08′ 37″ E | 10   | Genève          | Tramway • Trolleybus • Bus                                         |
|  | • |  | Genève, Bel-Air                 | 46° 12′ 14″ N, 6° 08′ 36″ E | 10   | Genève          | Tramway • Trolleybus • Bus                                         |
|  | • |  | Genève, Molard                  | 46° 12′ 10″ N, 6° 08′ 53″ E | 10   | Genève          | Tramway • Trolleybus • Bus • Mouette                               |
|  | • |  | Genève, Rive                    | 46° 12′ 06″ N, 6° 09′ 12″ E | 10   | Genève          | Tramway • Trolleybus • Bus • Star't 271                            |
|  | • |  | Genève, Terrassière             | 46° 12′ 04″ N, 6° 09′ 22″ E | 10   | Genève          | Tramway • Bus • Cars Région Haute-Savoie 274                       |
|  | • |  | Genève, Villereuse              | 46° 12′ 02″ N, 6° 09′ 31″ E | 10   | Genève          | Tramway                                                            |
|  | • |  | Genève-Eaux-Vives, gare         | 46° 12′ 00″ N, 6° 09′ 52″ E | 10   | Genève          | CFF • Léman Express • Tramway • Bus                                |
|  | • |  | Genève, Amandolier              | 46° 12′ 00″ N, 6° 10′ 05″ E | 10   | Genève          | Tramway • Bus                                                      |
|  | • |  | Chêne-Bougeries, Grange-Canal   | 46° 11′ 59″ N, 6° 10′ 29″ E | 10   | Chêne-Bougeries | Tramway                                                            |
|  | • |  | Chêne-Bougeries, Grangettes     | 46° 11′ 56″ N, 6° 10′ 49″ E | 10   | Chêne-Bougeries | Tramway • Bus                                                      |
|  | • |  | Chêne-Bougeries, Grange-Falquet | 46° 11′ 54″ N, 6° 11′ 08″ E | 10   | Chêne-Bougeries | Tramway • Bus                                                      |
|  | • |  | Chêne-Bourg, Place Favre        | 46° 11′ 44″ N, 6° 11′ 32″ E | 10   | Chêne-Bourg     | Tramway • Bus • Accès à distance à la gare de Chêne-Bourg          |
|  | • |  | Chêne-Bourg, Peillonnex         | 46° 11′ 39″ N, 6° 11′ 46″ E | 10   | Chêne-Bourg     | Tramway • Bus • Accès à distance à la gare de Chêne-Bourg          |
|  | • |  | Thônex, Graveson                | 46° 11′ 36″ N, 6° 12′ 00″ E | 10   | Thônex          | Tramway • Bus                                                      |
|  | ■ |  | Thônex, Moillesulaz             | 46° 11′ 33″ N, 6° 12′ 21″ E | 10   | Thônex          | • Tramway                                                          |

Les stations en gras servent de départ ou de terminus à certaines missions.

## Exploitation de la ligne

### Amplitude horaire
La ligne fonctionne de 4 h 40 à 0 h 40 du lundi au jeudi, le vendredi son service est prolongé jusqu'à 2 h 40 du matin, le samedi de 4 h 50 à 2 h 40 du matin et les dimanches et jours fériés de 4 h 50 à 0 h 40 du matin environ. Les tramways relient Lancy-Bachet, gare à Thônex, Moillesulaz en 37 minutes en moyenne, grâce à une vitesse commerciale de 14,75 km/h. Les horaires étendus les vendredis et samedis soir se font dans le cadre de la complémentarité avec le service nocturne et s'accompagnent d'une desserte des stations de la ligne 18 jusqu'à son terminus Grand-Lancy, Palettes.

### Matériel roulant
La ligne est exploitée à l'aide des quatre matériels, aussi bien unidirectionnels que bidirectionnels du réseau, à savoir les Duewag-Vevey DAV à deux et trois caisses, les Bombardier Cityrunner et les Stadler Tango. La ligne 12 est en effet l'unique ligne à disposer de boucles de retournement à tous ses terminus.

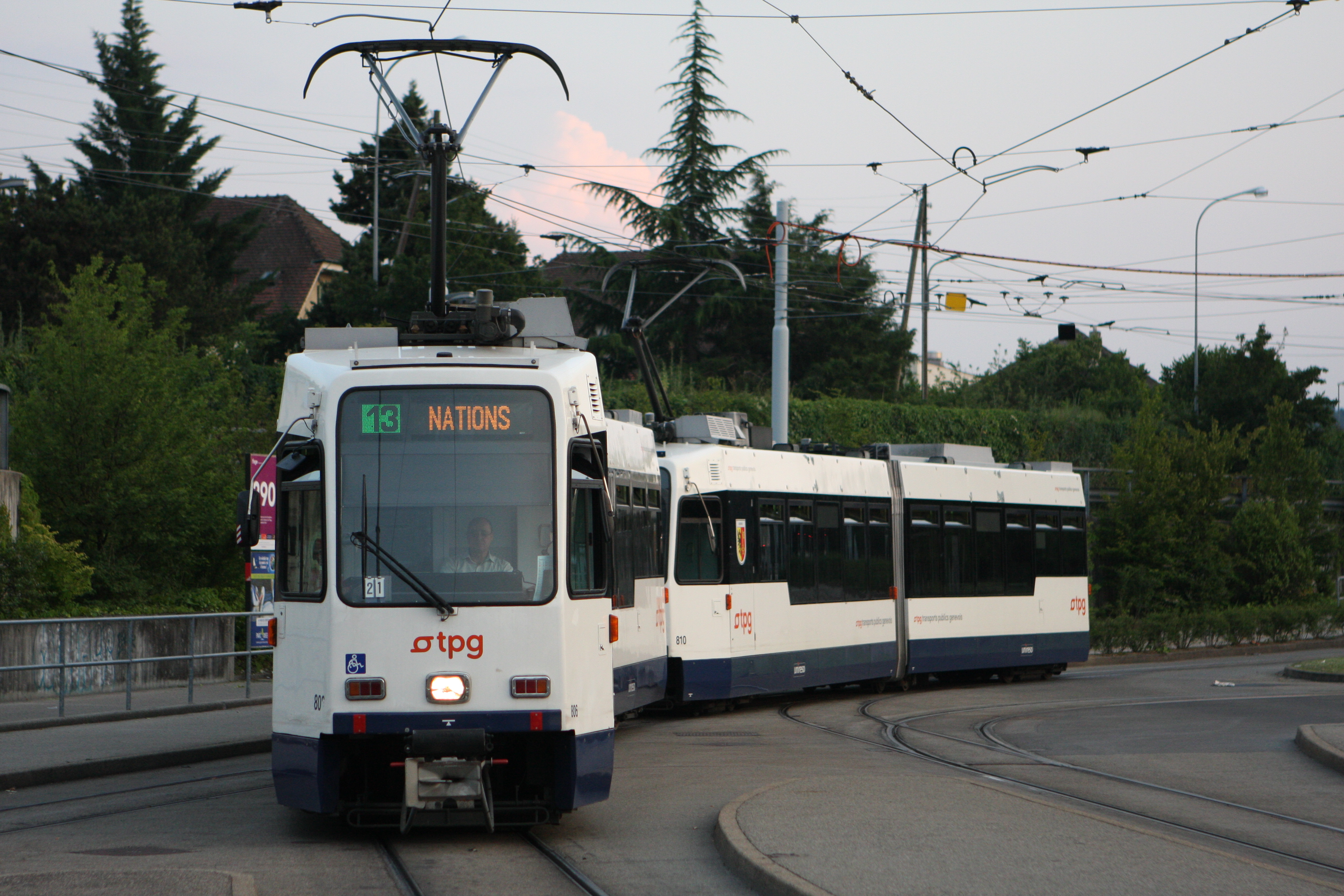
Duewag-Vevey 2 caisses (Be 4/6)
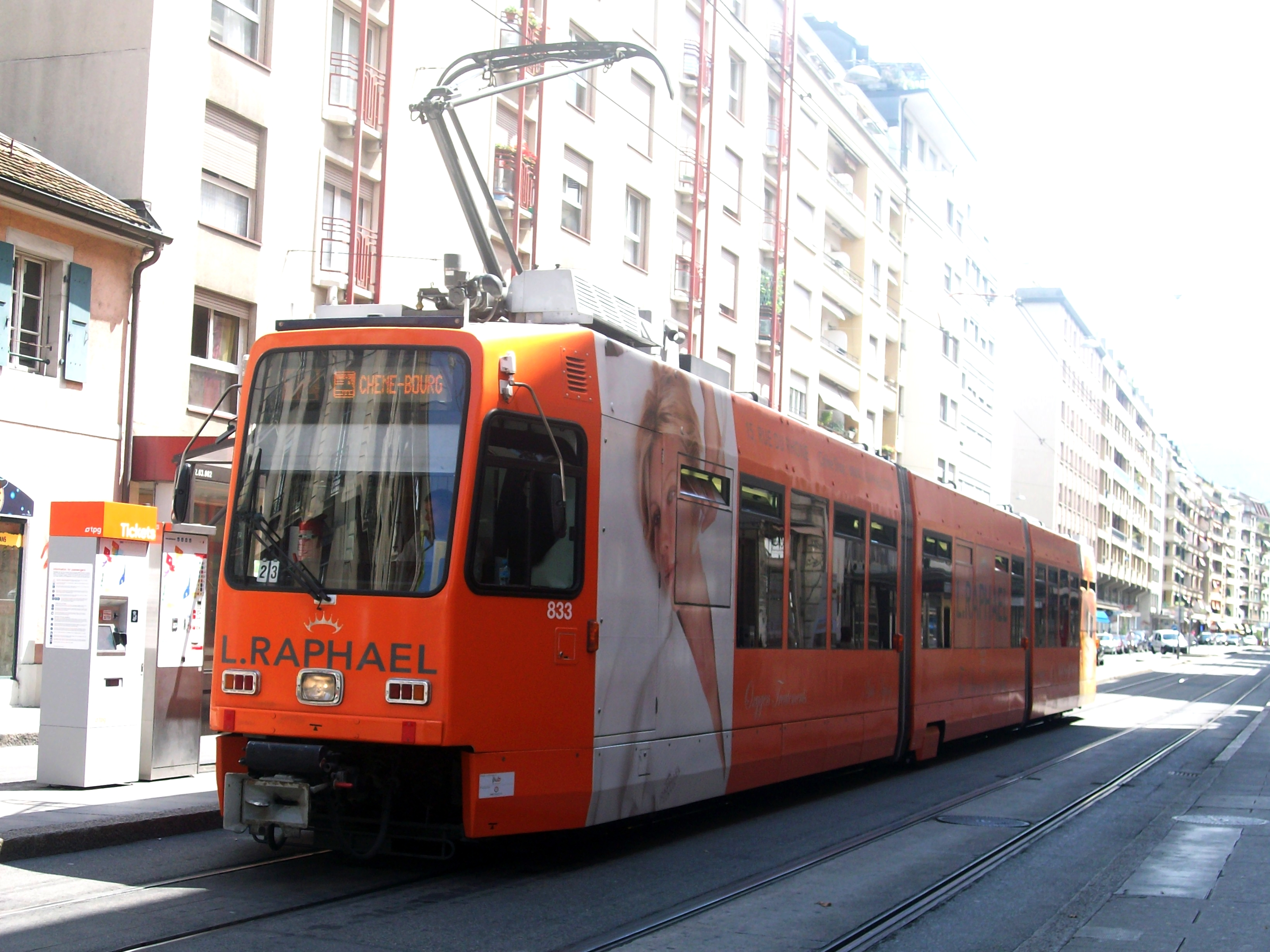
Duewag-Vevey 3 caisses (Be 4/8)
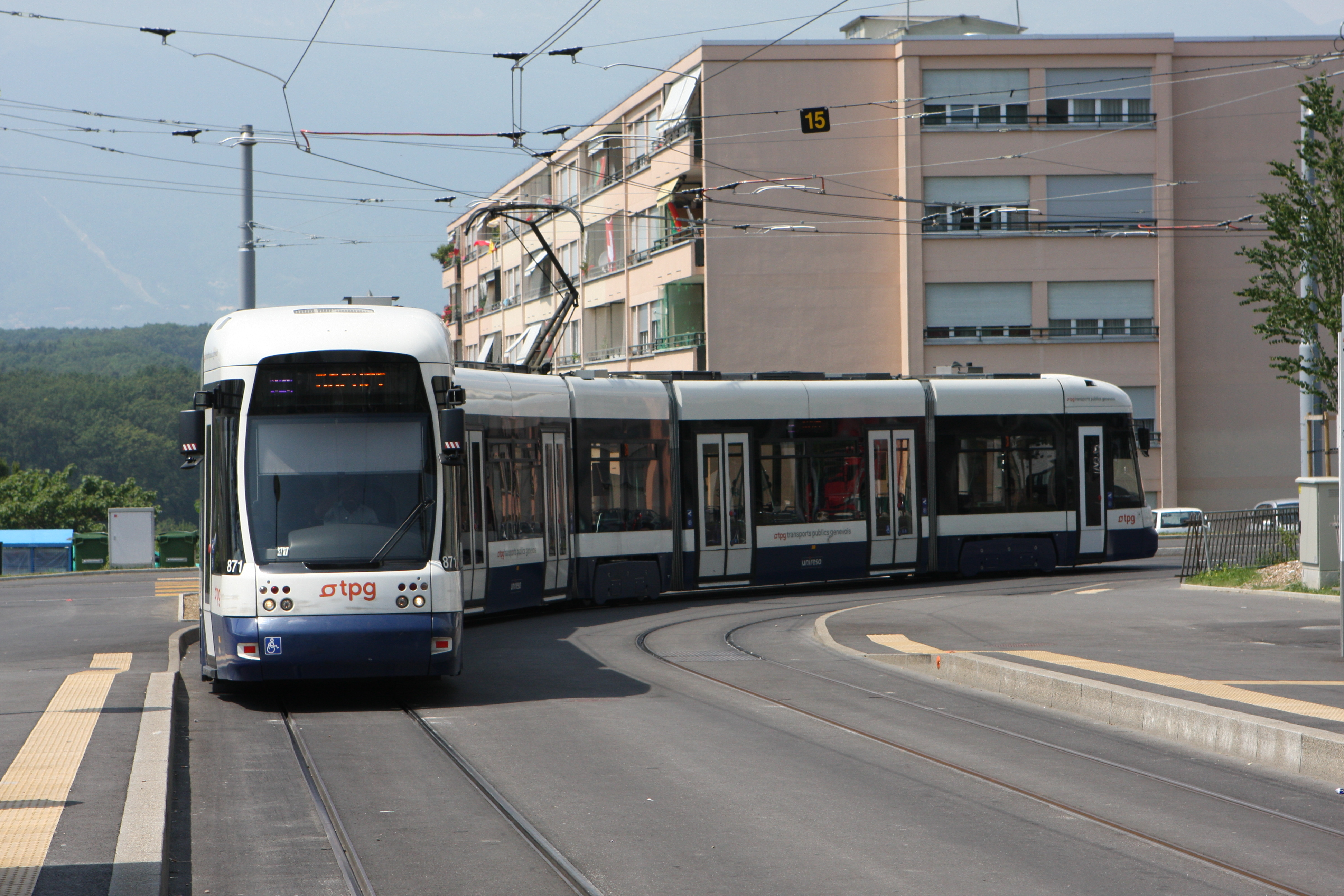
Bombardier Cityrunner (Be 6/8)
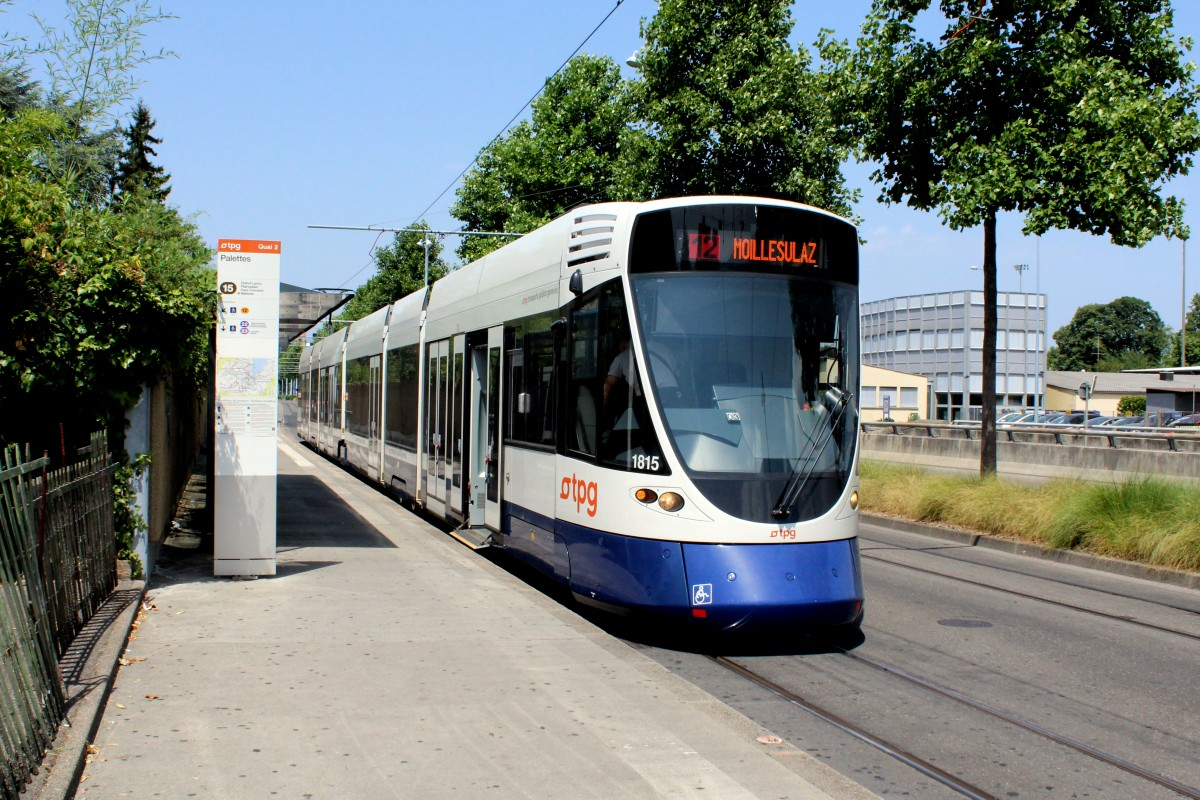
Stadler Tango (Be 6/10)

Précédemment, se sont succédé de nombreux matériels : entre 1920 et 1954 ce sont les Ce 2/4 « plates-formes centrales » accompagnées ou non de remorques C2i qui assurent le service, puis les Ce 2/4 « Schlieren » jusqu'en 1961. Ensuite, les Be 4/4 « Normalisées » et leurs remorques, accompagnées par les rames rachetées au tramway d'Aix-la-Chapelle, ont pris le relais jusqu'à l'arrivée des DAV.

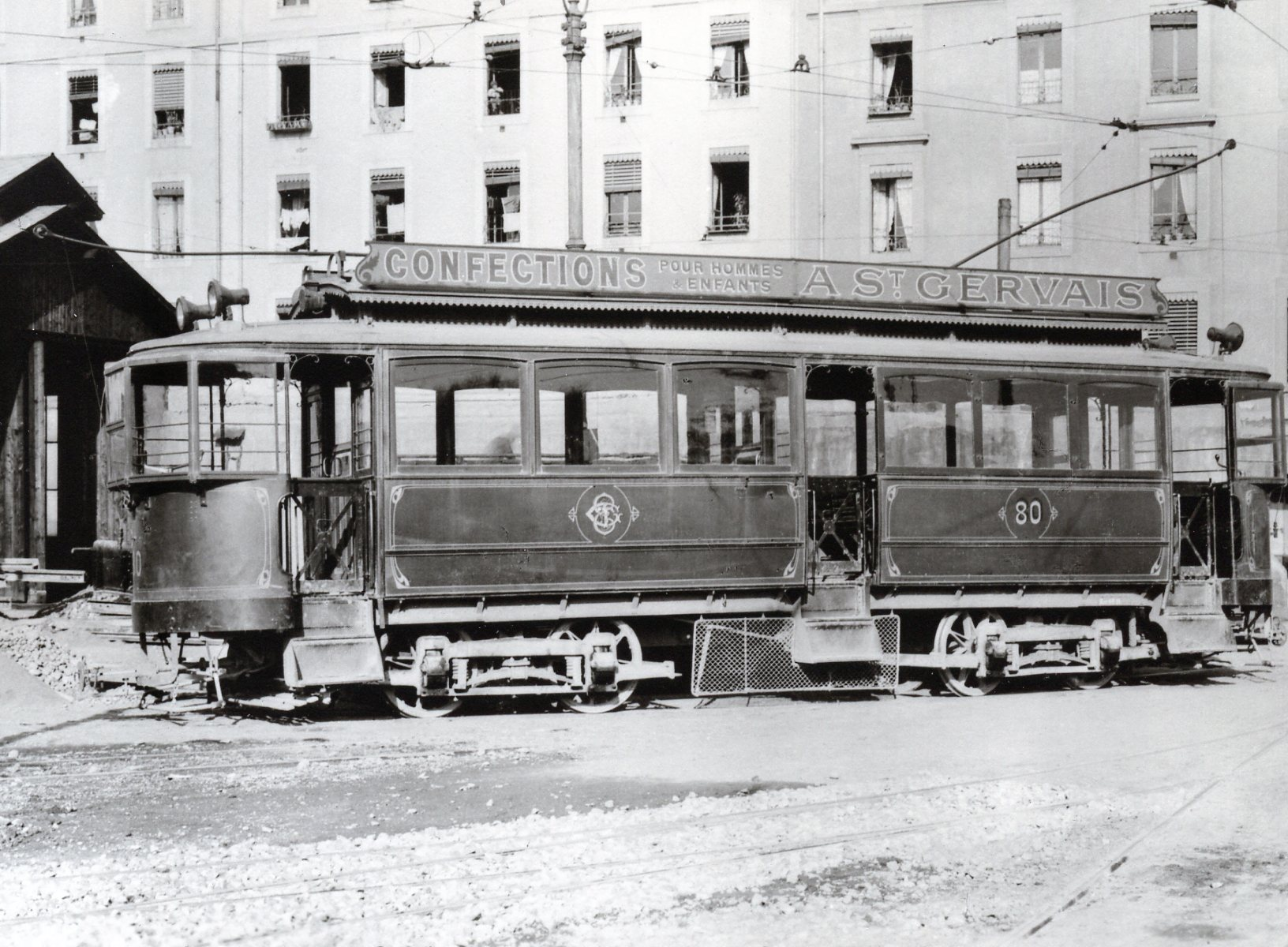
Une « Schlieren » (Ce 2/4)
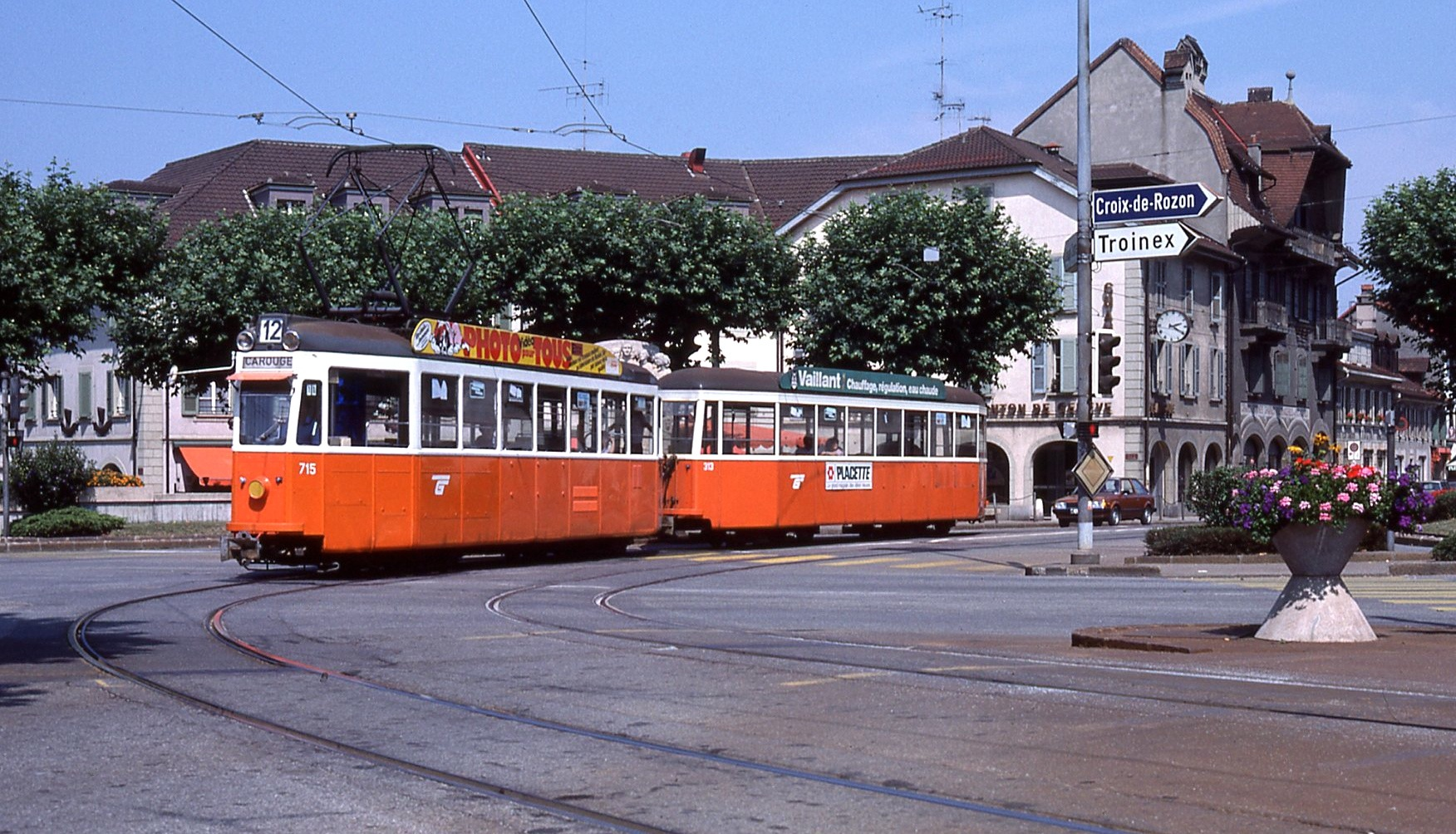
Un convoi « Normalisée » vers 1980
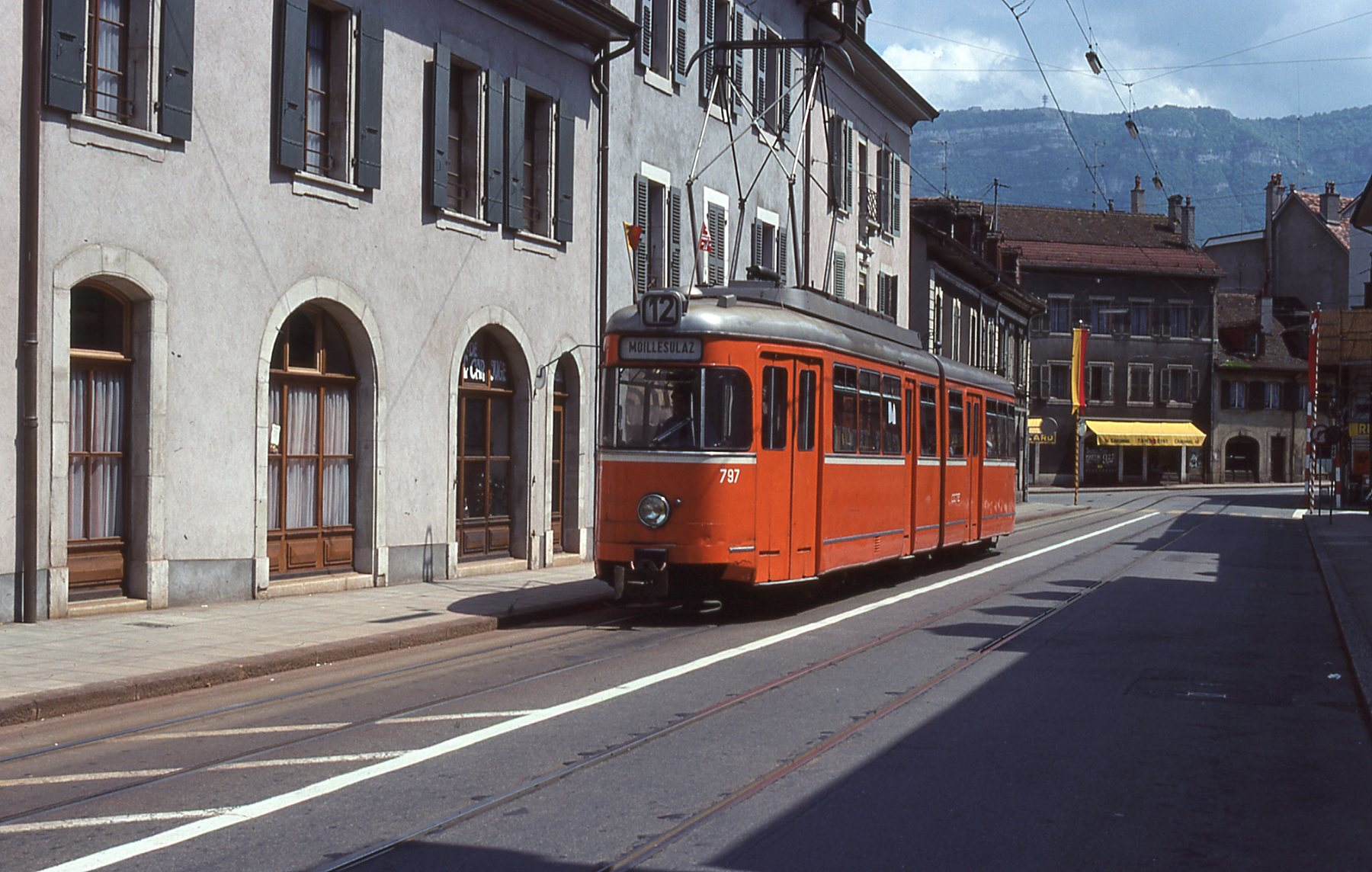
Une Duewag ex-Aix-la-Chapelle
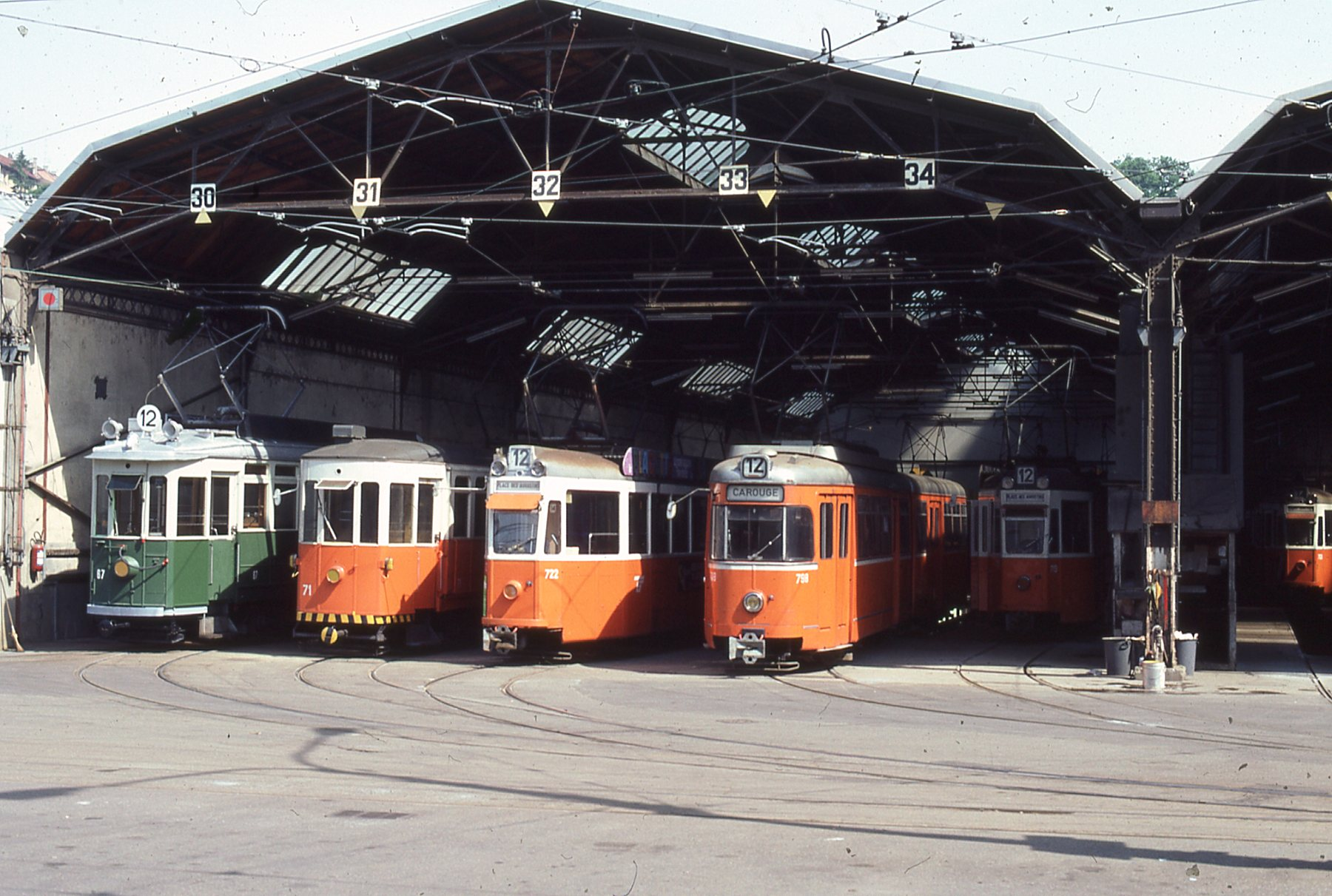
Ces deux mêmes matériels au dépôt de La Jonction en 1979

Au cours des années 1970, deux essais de matériel roulant provenant du tramway de Bâle ont lieu : Entre juillet et août 1972 c'est la Duewag no 138 du BEB (Birseckbahn) qui est testée, suivie en novembre 1978 par la rame de type Be 4/6 no 202 du BLT accompagnée de la remorque B no 1447 des BVB.

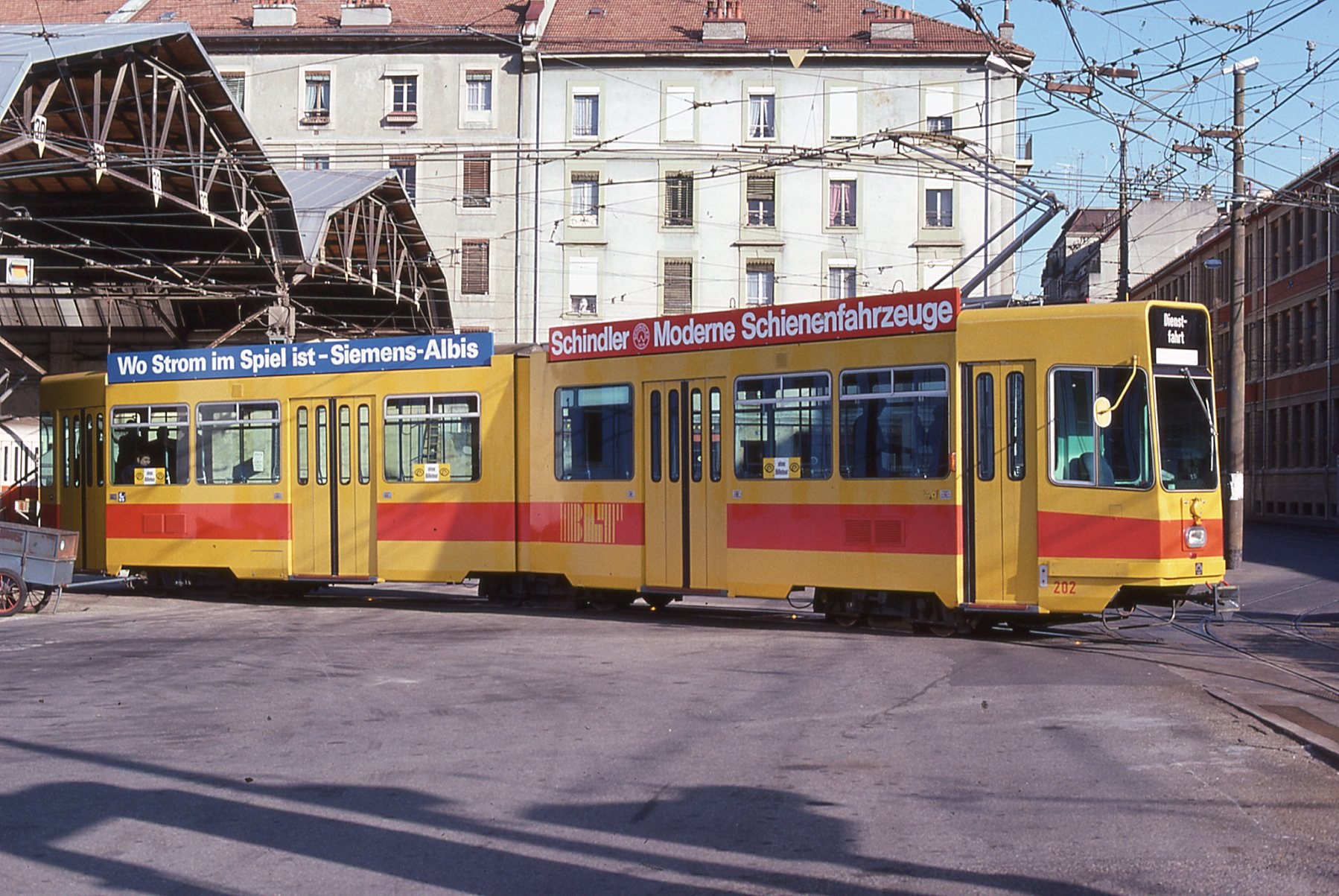
La rame 202 bâloise à Genève en 1978
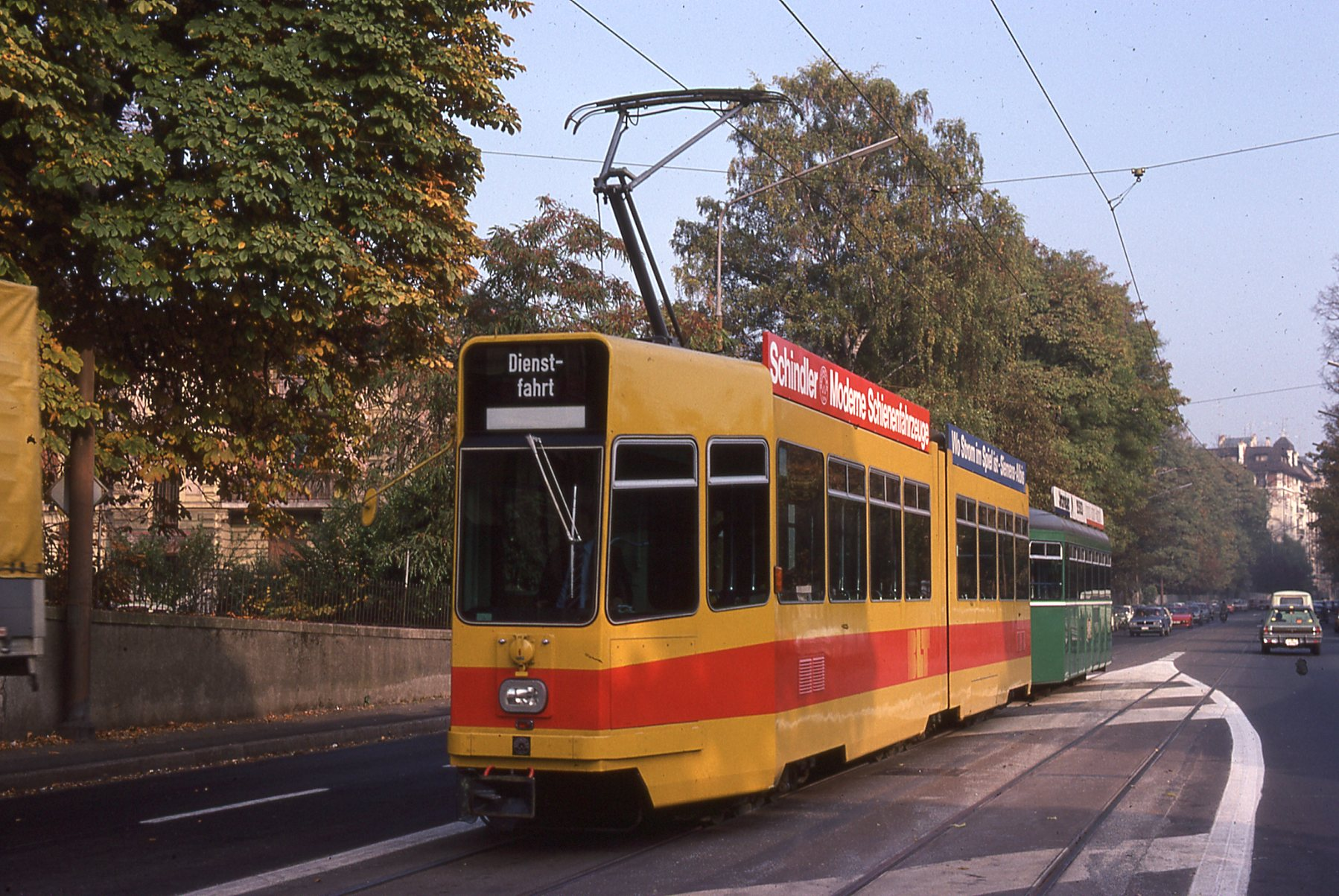
La même rame tractant la remorque 1447

### Tarification
La ligne est située en intégralité dans la zone 10 de la communauté tarifaire Unireso.

### Trafic
En 2024, la ligne a assuré 21,013 millions de voyages, en faisant la seconde ligne la plus fréquentée du réseau TPG, tous modes confondus.

## Projets
Avec une vitesse commerciale de seulement 14,70 km/h, la ligne ne respecte pas la loi qui fixe une vitesse commerciale minimale de 18 km/h. Pour remédier à ce problème, la suppression de trois stations est envisagée par la Direction générale des transports (DGT), sans échéance définie ce qui ferait économiser un million de francs suisses aux TPG chaque année. Un déplacement de la station Chêne-Bougeries, Grange-Falquet vers l'est est ainsi envisagé afin de compenser la suppression de la station Chêne-Bougeries qui fait a priori partie des trois stations concernées.
En lien avec le remplacement de l'ancienne boucle de la gare des Eaux-Vives fermée début 2017 et la mise en service du CEVA, entièrement située sur l'avenue, une nouvelle boucle empruntera la rue de Savoie puis l'avenue et qui servira en cas de perturbations,. Cette nouvelle boucle est critiquée par les riverains de la rue de Savoie qui craignent les possibles nuisances sonores et jugent que l'étroitesse de la rue n'est pas adaptée aux tramways. Les juges du tribunal fédéral ont cassé en décembre 2020 l'arrêt du tribunal administratif fédéral qui avait donné raison aux opposants au projet, jugeant que le TAF avait surestimé l'importance du projet par rapport à la législation anti-bruit.